# Парменион
Парменион (на гръцки: Παρμενίων; Parmenion/Parmenio; * ок. 400 г. пр. Хр.; † края 330 г. пр. Хр. в Екбатана, град в Мидия), е македонски пълководец на служба при Филип II Македонски и Александър Велики.
Парменион е роден в Древна Македония около 400 г. пр. Хр., но освен името на сина му Филота не е известно нищо за рода и родното му място. През юли 356 г. пр. Хр. като главнокомандващ на македонската войска разгромява в голяма битка илирийците. През 346 г. пр. Хр. ръководи обсадата на град Халос в Тесалия, след което е изпратен като македонски посланик в Атина заедно с Антипатър и Еврилох, за да сключи мирен договор. През 342 г. пр. Хр. води военни действия на остров Евбея и помага на промакедонската партия да вземе властта в Еретрия. Военната слава на Парменион и мъдрите му съвети го превръщат в дясна ръка на цар Филип, който казвал: „Блазе им на атиняните – всяка година успяват да намерят и изберат десетима стратези. А аз през всички тези години съм намерил само един – Парменион“.
През 336 г. пр. Хр. Парменион и Атал застават начело на подготвяния поход към Азия и са изпратени да освободят гръцките градове в Мала Азия. Походът обаче е осуетен в самото си начало поради убийството на Филип. Парменион веднага застава на страната на Александър и скоро се завръща в Македония, докато Атал като отколешен негов враг крои планове за съюз с Атина срещу Александър и е убит. През 334 г. пр. Хр. Парменион се отправя заедно с Александър в похода му към Азия като главнокомандващ на основната част от пехотата, състояща се от 12 000 македонци, 7000 съюзници и 5000 наемници (останалата част от пехотата е формирана от 7000 одриси, трибали и илири и 1000 стрелци агриани), а синът на Парменион Филота е поставен начело на 1800-те македонски конници. В похода участват и другите двама синове на Парменион – Хектор, който загива във водите на Нил през 331 г. пр. Хр., и Никанор, починал от болест по време на кампанията в Хиркания. В битките при Граник, Иса и Гавгамела Парменион командва левия фланг на войските – десният е ръководен от самия Александър – и има основен принос за победите на македонците. На Парменион като най-доверен човек на Александър е поверена и пленената персийска съкровищница.
През 330 г. пр. Хр. обаче в Дрангиана е разкрит заговор за убийството на Александър, в който се предполага, че е замесен и синът на Парменион Филота. По време на съпроводените с мъчения разпити Филота споменава и името на баща си, който по това време е с войските си в Мидия и охранява персийската съкровищница, съдържаща 180 000 таланта. Филот е екзекутиран в Дрангиана, а Александър изпраща хора, които да убият Парменион преди да е узнал за смъртта на сина си. 70-годишният военачалник е убит с коварство, а главата му е изпратена на Александър. Жестокото убийство на Парменион, чието участие в заговора остава недоказано и комуто не е дадена възможност да се защити, поражда недоволство сред македонските войски и Александър е принуден да вземе специални мерки, за да не избухне бунт.
Според думите на Квинт Курций Руф:
| „ | Парменион постигнал много успехи без помощта на царя (Александър), докато царят без негова помощ не бил извършил нищо особено значимо. На 70-годишна възраст той изпълнявал с младежки плам задълженията си на военачалник, а често дори тези на редови войник. Бърз в решенията и стремителен в действията, той бил обичан от военачалниците и още по-любим на обикновените войници. | “ |